# Tonislav Jordanov
Tonislav Jordanov Jordanov (in bulgaro Тонислав Йорданов Йорданов?; Sevlievo, 27 novembre 1998) è un calciatore bulgaro, attaccante dell'Arda Kărdžali.

## Carriera

### Club
Ha giocato nella prima divisione bulgara.

### Nazionale
Ha debuttato con la nazionale Under-21 bulgara il 5 settembre 2017, nella partita di qualificazione all'Europeo del 2019 persa per 0-1 contro il Lussemburgo.